# Боинг B-52
Boeing B-52 „Stratofortress“ (в превод от английски: „Стратосферна крепост“) е американски реактивен стратегически бомбардировач с голям обсег, произвеждан (1952 – 1962) от компанията Боинг и използван от 1955 г. от ВВС на САЩ.
Първият полет на самолета е през април 1952 г. Разработва се като част от надпреварата във въоръжаването между СССР и САЩ по време на Студената война. Той заменя остарелите B-36 и може да носи ядрени оръжия.
Към юни 2019 г. има 58 бройки B-52 на активна служба, както и 18 бройки в резерв. Доброто им представяне при високи дозвукови скорости и относително ниският им разход са ги оставили на служба дори и след въвеждането на бомбардировачи, като B-1 и B-2.
B-52 е един от двата самолета (заедно с Ту-95), които са на въоръжение вече повече от половин век. Няма планове за изваждането му от употреба, а обновените през 2013 – 2015 г. скелета трябва да служат поне до 2050-те години.

## Разработка
На 23 ноември 1945 г. военновъздушните войски на САЩ издават желани експлоатационни характеристики за нов стратегически бомбардировач, който е „способен да изпълнява стратегически мисии без да зависи от предни или междинни бази, контролирани от други страни“. Самолетът трябва да има пет или повече артилеристи плюс шест души помощен екипаж. Необходимо е да има крайцерска скорост от поне 480 km/h на височина 10 400 m и боен радиус от поне 8000 km. Въоръжението му трябва да има неуточнен брой 20-mm оръдия и поне 4500 kg бомби. На 13 февруари 1946 г. военновъздушните войски обявяват наддаване за тези спецификации, като предложения са получени от Boeing, Consolidated Aircraft и Glenn L. Martin Company.
На 5 юни 1946 г. е обявен печелившият Модел 462 на Боинг, който има прави криле, шест турбовинтови двигателя Lockheed J37, брутно тегло 160 тона и боен радиус от 5010 km. На 28 юни 1946 г. Боинг получава договор за 1,7 млн. щатски долара за построяване на пълномащабен макет на новия XB-52 и започване на подготвителните изпитания. Но през октомври същата година военновъздушните сили започват да се тревожат относно размера на новия самолет и неспособността му да отговори на зададените проектни изисквания. В отговор на опасенията, Боинг произвежда Модел 464, който представлява по-малък вариант с четири двигателя и брутно тегло 105 тона, който за кратко е счетен за приемлив.
Впоследствие през ноември 1946 г. заместник-началникът на въздушния щаб за изследвания и разработки, генерал Къртис Лемей, споделя желанието си за крайцерска скорост от 645 km/h. От Боинг отговарят със самолет, тежащ 136 тона. През декември същата година е поискано Боинг да променят проекта си на бомбардировач с четири двигателя, с максимална скорост от 640 km/h, обсег от 19 300 km и способност да пренася ядрено оръжие, който да тежи 220 тона. Боинг създава два модела, захранвани от турбовинтови двигатели T35. Моделът 464 – 16 е само атомен бомбардировач с полезен товар до 4500 kg, докато Модел 464 – 17 е бомбардировач с общо предназначение с полезен товар до 4000 kg. Поради разходите, свързани с покупката на два специализирани самолета, военновъздушните сили избират Модел 464 – 17 с разбирането, че ще могат да го пригодят за ядрени нападения.
През юни 1947 г. военните изисквания са обновени, а Модел 464 – 17 отговаря на всички тях с изключение на обсега. Става ясно, че дори и с подобрено представяне, XB-52 ще бъде вече остарял, когато навлезе в серийно производство, и ще предоставя само малки подобрения в сравнение с B-36 Peacemaker. Поради тази причина проектът е отложен за шест месеца. През това време от Боинг продължават да подобряват дизайна, при което е създаден Модел 464 – 29, развиващ максимална скорост 730 km/h и имащ обсег до 8000 km. През септември 1947 г. е свикан Комитет за тежко бомбардиране, който да установи експлоатационните изисквания за атомен бомбардировач. Формализирани на 8 декември 1947 г., тези изисквания включват максимална скорост от 800 km/h и обсег от 13 000 km, което далеч надхвърля способностите на 464 – 29.
Пълното преустановяване на договора с Боинг на 11 декември 1947 г. е предотвратено от молба на президента на компанията Уилям Макферсън Алън към секретаря на въздушните сили Стюарт Саймингтън. Алън твърди, че дизайнът може да се адаптира към нова авиационна технология и към по-строгите изисквания. През януари 1948 г. Боинг получава инструкции да проведе обстойно проучване на последните иновации в технологиите, включително въздушно зареждане на гориво и летящо крило. Имайки предвид проблемите със стабилността и контрола, с които се сблъскват конкурентните бомбардировачи Northrop YB-35 и Northrop YB-49, Боинг залага на конвенционалния самолет и през април 1948 г. представя предложение за проект на стойност 30 млн. щатски долара, който предвижда построяването и тестването на два прототипа Модел 464 – 35. По-нататъшните подобрения през 1948 г. водят до създаването на самолет с максимална скорост от 825 km/h на височина 10 700 m и обсег 11 125 km, който тежи 125 тона и носи 4500 kg бомби и 75 225 литра гориво.
През май 1948 г. от Боинг е поискано да инкорпорира предишно отхвърления, но вече с по-нисък разход на гориво, реактивен двигател в проекта. Това води до разработването на още един вариант през юли 1948 г. – Модел 464 – 40, който замества турбореактивните Westinghouse J40 с турбовентилни двигатели. Офицерът от ВВС, който разглежда Модел 464 – 40, е впечатлен. Въпреки това правителството споделя загриженост относно високия разход на гориво на реактивните двигатели по това време и дава насоки на Боинг да използва турбовентилния Модел 464 – 35 като основа за XB-52. Макар да се съгласява, че турбореактивното задвижване е бъдещето, генерал Хоуърд Крейг не е особено ентусиазиран относно реактивния B-52, тъй като усеща, че реактивният двигател все още не е развит достатъчно, за да позволи прескачането на междинния турбовентилен етап. Все пак Боинг са насърчавани да продължават да проучват турбореактивните двигатели дори и без да се очаква ангажиране с реактивно задвижване.
На 21 октомври 1948 г. инженерите от Боинг Джордж Шерър, Арт Карлсен и Вон Блументал, представят дизайн на бомбардировач с четири турбовентилни двигателя пред началника на бомбардировъчните разработки, полковник Пийт Уордън. Той е разочарован от проектирания самолет и пита екипа на Боинг дали могат да предложат бомбардировач с четири турбореактивни двигателя. Към екипа се присъединява вицепрезидентът на инженерите на Боинг Ед Уелс и те работят заедно върху променянето на проекта през нощта в хотел „Ван Клийв“ в Дейтън, Охайо. По-късно към тях се присъединяват Боб Уитингтън и Мейнард Пенел, които са сред най-добрите инженери на Боинг и по случайност се намират в града по друга работа. До вечерта на следващия ден те вече са изготвили проекта на нов самолет. Новият Модел 464 – 49 е построен на основата на B-47 Stratojet, със стреловидни крила на 35 градуса и с по четири двигателя под всяко крило (общо осем). Отличителна черта на съоръжението за кацане е възможността да се върти както отпред, така и отзад на главното устройство за кацане до 20° от централната линия на самолета, чрез което се подобрява сигурността по време на приземяване със страничен вятър – самолетът може да се плъзга настрани, докато каца на пистата. На 24 октомври е нает стенограф, който да напечата новото предложение. На следващия ден Шерър представя на полковник Уордън предложение от 33 страници и 35-сантиметров модел. Самолетът е проектиран така, че да надхвърля всички проектни спецификации.
Макар инспекцията на пълномащабния макет през април 1949 г. като цяло да е благосклонна, обсегът на самолета отново се превръща в проблем, тъй като двигателите J40 и J57 имат прекомерен разход на гориво. Въпреки преговорите за още промени и дори за съревнование между самолетните производители, генерал Лемей, който вече командва стратегическите въздушни сили, настоява с представянето на самолета да не се правят компромиси, поради забавяния в разработването на двигателите. В последен опит да увеличат обсега на самолета, Боинг създават по-големия модел 464 – 67, заявявайки, че дори навлязъл в производство, неговият обсег може да търпи увеличение чрез допълнителни модификации. След няколко преки намеси на Лемей, Боинг получава договор за производство за 13 бройки B-52A и 17 капсули за разузнаване на 14 февруари 1951 г. Последната голяма промяна в проекта, пак по настояване на генерал Лемей, е преход от тандемния стил на сядане на B-47 към по-конвенционална пилотска кабина с разположение рамо до рамо, която повишава ефективността на втория пилот и намалява умората у екипажа.

## Производство
YB-52, втората модификация на XB-52 с повече оперативно оборудване, лети за пръв път на 15 април 1952 г., управляван от изпитателния пилот Алвин Джонстън. По време на наземните тестове на 29 ноември 1951 г. пневматичната система на XB-52 отказва в хода на изпитание с пълно налягане. Последвалият взрив уврежда тежко задния ръб на крилото, което изисква значителни поправителни работи. Осъществен е двучасов полет от летището на Боинг в Кинг, щата Вашингтон, до военновъздушната база Ларсън. На 2 октомври 1952 г. се появява XB-52. Обстойното разработване, включващо 670 дни в аеродинамичен тунел за аеродинамично и аероеластично тестване, се отплаща с гладки изпитателни полети. Мотивирани от това, въздушните сили увеличават поръчката си до 282 бройки B-52.
| Фискална година | B-52 модел | B-52 модел | B-52 модел | B-52 модел | B-52 модел | B-52 модел | B-52 модел | B-52 модел | Годишно | Общо (кумулативно) |
| Фискална година | A          | B          | C          | D          | E          | F          | G          | H          | Годишно | Общо (кумулативно) |
| --------------- | ---------- | ---------- | ---------- | ---------- | ---------- | ---------- | ---------- | ---------- | ------- | ------------------ |
| 1954            | 3          |            |            |            |            |            |            |            | 3       | 3                  |
| 1955            |            | 13         |            |            |            |            |            |            | 13      | 16                 |
| 1956            |            | 35         | 5          | 1          |            |            |            |            | 41      | 57                 |
| 1957            |            | 2          | 30         | 92         |            |            |            |            | 124     | 181                |
| 1958            |            |            |            | 77         | 100        | 10         |            |            | 187     | 368                |
| 1959            |            |            |            |            |            | 79         | 50         |            | 129     | 497                |
| 1960            |            |            |            |            |            |            | 106        |            | 106     | 603                |
| 1961            |            |            |            |            |            |            | 37         | 20         | 57      | 660                |
| 1962            |            |            |            |            |            |            |            | 68         | 68      | 728                |
| 1963            |            |            |            |            |            |            |            | 14         | 14      | 742                |
| Общо            | 3          | 50         | 35         | 170        | 100        | 89         | 193        | 102        | 742     | 742                |

Само три от 13-те поръчани бройки B-52A са построени. Те са върнати на Боинг и се използват в изпитателната им програма. На 9 юни 1952 г. договорът от февруари 1951 г. е обновен и включва поръчката на самолети при нови спецификации. Първите самолети, навлезли в активна служба, са построени под обозначението B-52B. На церемонията по откриването на 18 март 1954 г. началник-щабът на въздушните сили, генерал Нейтън Туайнинг заявява:
| „ | Дългата пушка беше страхотно оръжие за времето си... Днес B-52 е дългата пушка във въздушната епоха. | “ |

След B-52B се появяват постепенно усъвършенствани варианти за бомбардиране и разузнаване, които кулминират с B-52G и турбовентилаторния B-52H. За да се забързат доставките, производствени линии се установяват както в главния завод в Сиатъл, така и в Уичита (Канзас). Над 5000 компании участват в огромното производствено начинание, като 41% от скелетата се строят от подизпълнителни фирми. Прототипите и всички модели B-52A, B и C (общо 90 бройки) са построени в Сиатъл. Изпитанията на самолетите, построени в Сиатъл, срещат проблеми, поради шума на реактивните двигатели, което води до установяването на вечерен час за провеждането на тестовете на двигателите. Самолетите се превозват на 240 km на изток, където се извършват първите им полети във военновъздушната база Ларсън близо до Моузъс Лейк.
С приключването на производството на B-47, заводът в Уичита започва да произвежда B-52D. Там са произведени 69 бройки на модела, докато в Сиатъл се произведени 101. И двата завода продължават с производството на B-52E, от които 42 бройки са произведени в Сиатъл и 58 в Уичита, и на B-52F, от които 44 са произведени в Сиатъл, а 45 в Уичита. За моделът B-52G от Боинг решават през 1957 г. да преместят цялото производство в Уичита, така че Сиатъл да се освободи за други задачи, в частност производството на пътнически самолети. Производството на самолета приключва през 1962 г. с модела B-52H и общо 742 произведени бройки.
През юли 2013 г. въздушните сили на САЩ предприемат мащабно технологично обновяване на бомбардировачите B-52, целящо модернизиране на техните електроника, комуникационно оборудване, компютри и уреди на борда.

## Спецификации (B-52H)
Основни характеристики
- Екипаж: 5 души (пилот, втори пилот, ръководител оръжейни системи, навигатор, ръководител електронна война)
- Дължина: 48,5 m
- Разпереност: 56,4 m
- Височина: 12,4 m
- Площ на крилете: 370 m2
- Тегло празен: 83 250 kg
- Тегло зареден: 120 000 kg
- Максимално тегло за излитане: 220 000 kg
- Горивен капацитет: 181 610 l
- Съотношение: 8,56
- Задвижване: 8 × Pratt & Whitney TF33-P-3/103 турбовентилаторни двигателя, 76 kN всеки

Експлоатационни качества
- Максимална скорост: 1047 km/h
- Крайцерска скорост: 844 km/h
- Боен обсег: 7210 km
- Максимален обсег: 16 232 km
- Таван на изкачване: 15 000 m
- Скорост на изкачване: 31,85 m/s

Въоръжение
- Оръдия: 1× 20-mm оръдие M61 Vulcan, монтирано на дистанционно управлявана опашна кула
- Бомби: 31 500 kg, смесени: бомби, мини, ракети в различни конфигурации